# خوسيه إيفانغليستا
خوسيه إيفانغليستا (بالإسبانية: José Evangelista)‏ هو ملحن وأستاذ جامعي إسباني، ولد في 5 أغسطس 1943 في بلنسية في إسبانيا.

## وصلات خارجية
- خوسيه إيفانغليستا على موقع ميوزك برينز (الإنجليزية)
- خوسيه إيفانغليستا على موقع أول ميوزيك (الإنجليزية)
- خوسيه إيفانغليستا على موقع ديسكوغز (الإنجليزية)